# Rečica (gmina Kladovo)
Rečica (cyr. Речица) – wieś w Serbii, w okręgu borskim, w gminie Kladovo. W 2011 roku liczyła 23 mieszkańców.